# Cimetière de Pecquencourt
Le cimetière de Pecquencourt est un cimetière situé dans le centre-ville de Pecquencourt, dans le Nord, en France.

## Description
Le cimetière a été mis en place dans le centre-ville de Pecquencourt, rue Jean-Jaurès, et successivement étendu. Un autre cimetière, aujourd'hui disparu, était établi à côté de l'église Saint-Gilles. Y reposent notamment :
- Jules Vanadrewelt, mort en 1910 dans sa 55e année, maire de 1893 à 1900 ;
- Michel Vanandrewelt, mort en 1949 à l'âge de 63 ans, maire de 1925 à 1945 ;
- Patrick Vanandrewelt, 1944-2006, maire de 1990 à 2006 ;
- Franck Belanger, W. English et P. E. Giles, soldats canadiens morts le 18 octobre 1918.

Un monument aux morts de la Première Guerre mondiale est inauguré le 24 juin 1923, trois ans plus tôt, lors du conseil municipal du 28 novembre 1920, le souhait est émis de le voir dédié à Jean Jaurès, il est finalement décidé en 1922 aux martyrs. Il est commandé en gré à gré à un marbrier de Somain, Georges Vincart, pour la somme de 10 275 francs. Cinq mille francs sont inscrits au budget de la commune tandis que le reste provient d'une souscription et de fêtes organisées. Avec la construction de la nouvelle mairie au début des années 1960, le monument est déplacé et positionné à côté de l'église Saint-Gilles, rue d'Anchin et front à la rue, sans son socle. Lorsque l'église voit ses façades rénovées et la commune son centre-ville réorganisé, le monument aux morts est à nouveau déplacé, cette fois-ci le long d'une mur faisant face à la façade nord de l'église. Il perd sa partie inférieure, jugée trop massive. Dans le cimetière, c'est un monument aux victimes de la guerre franco-allemande de 1870 qui avait pris sa place.

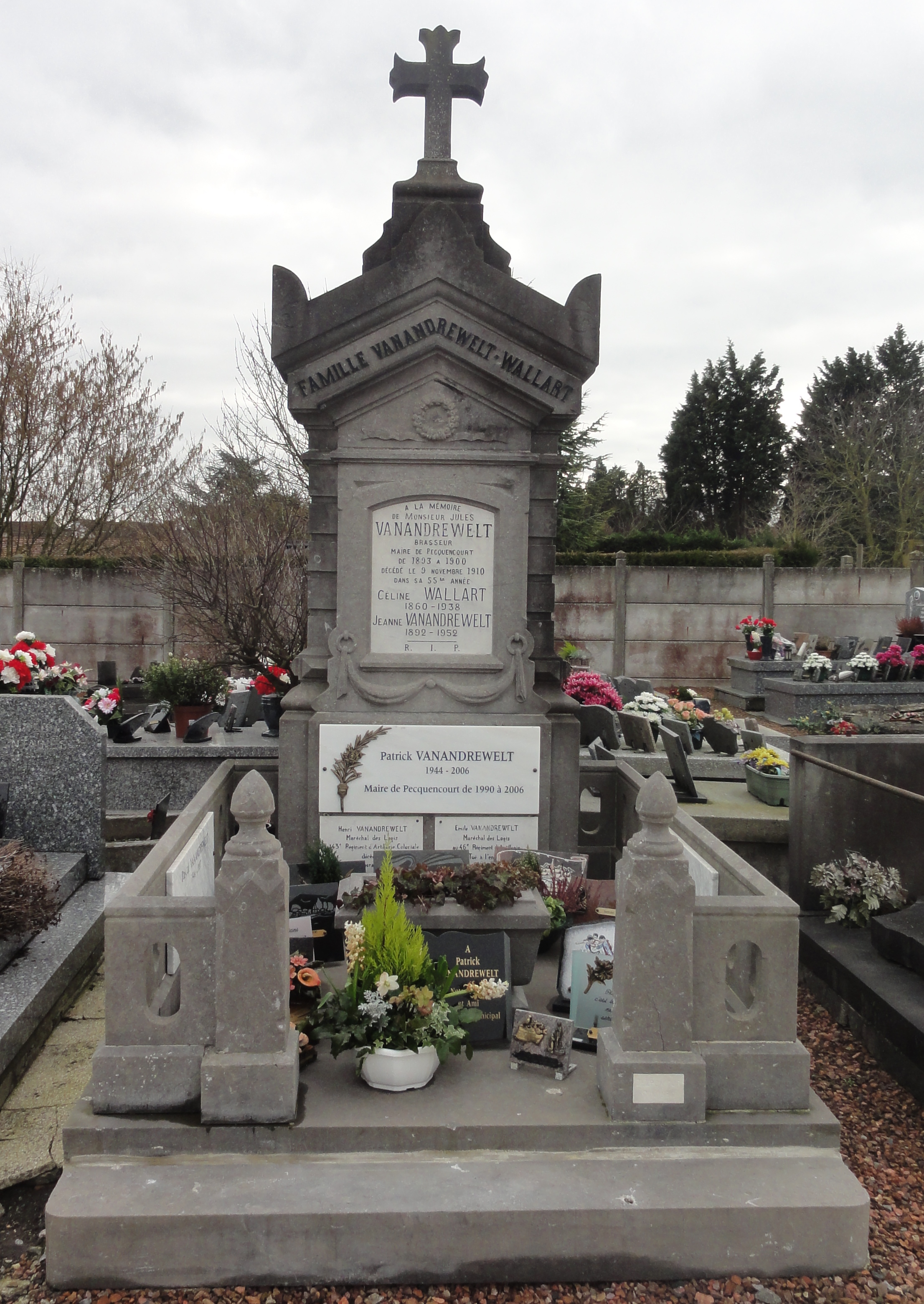
Tombe de Jules et Patrick Vanandrewelt.
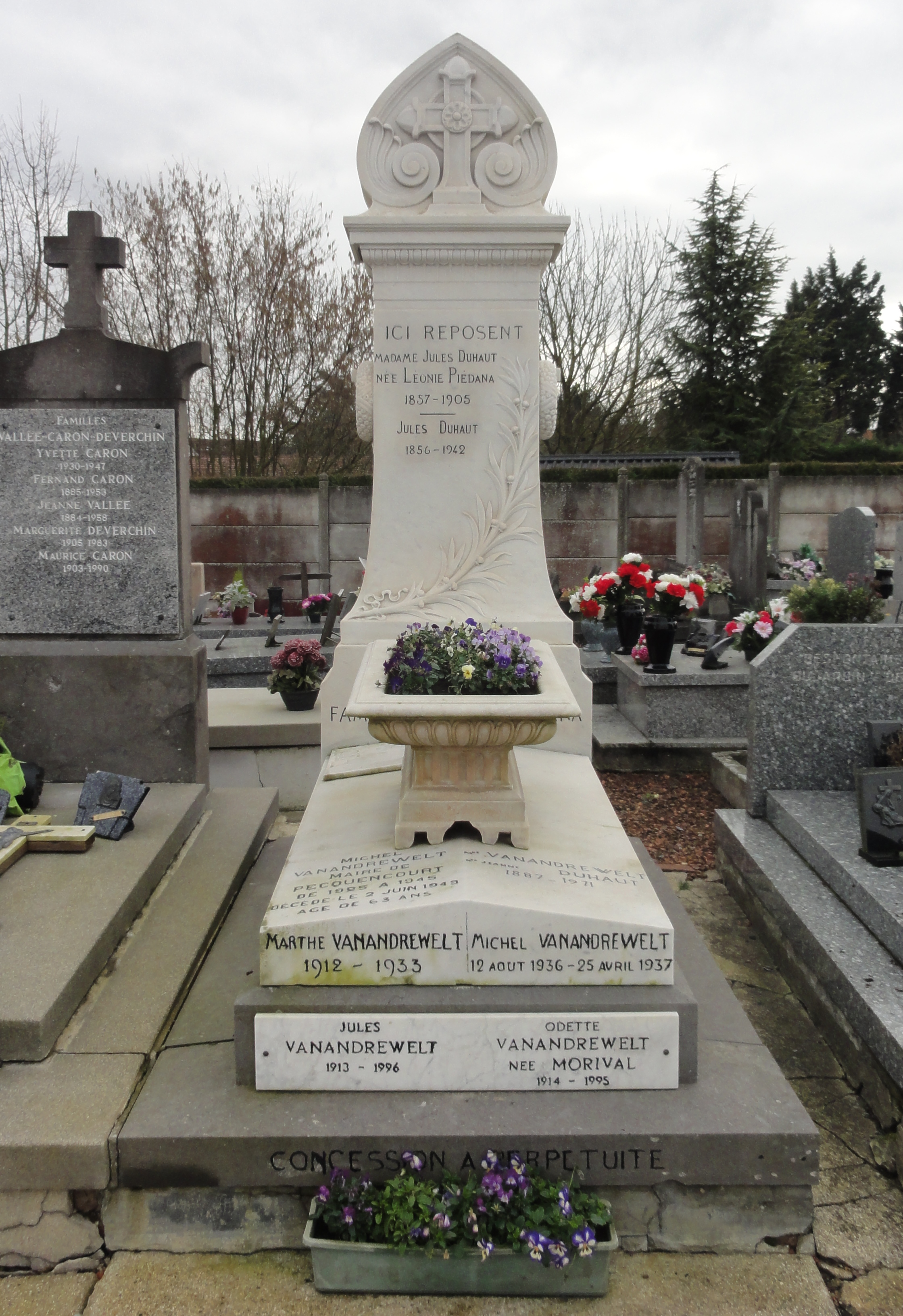
Tombe de Michel Vanandrewelt.
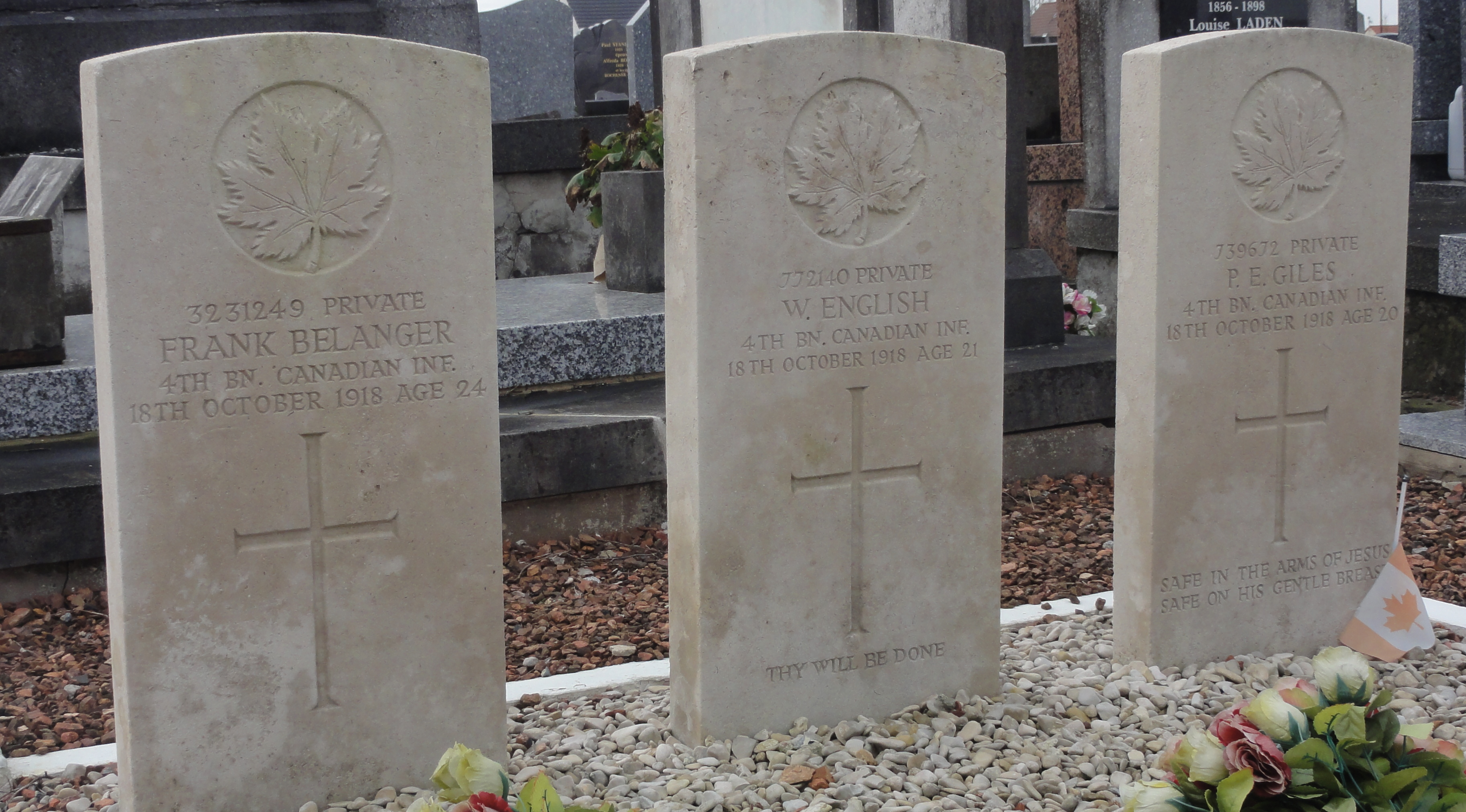
Tombes du Commonwealth.
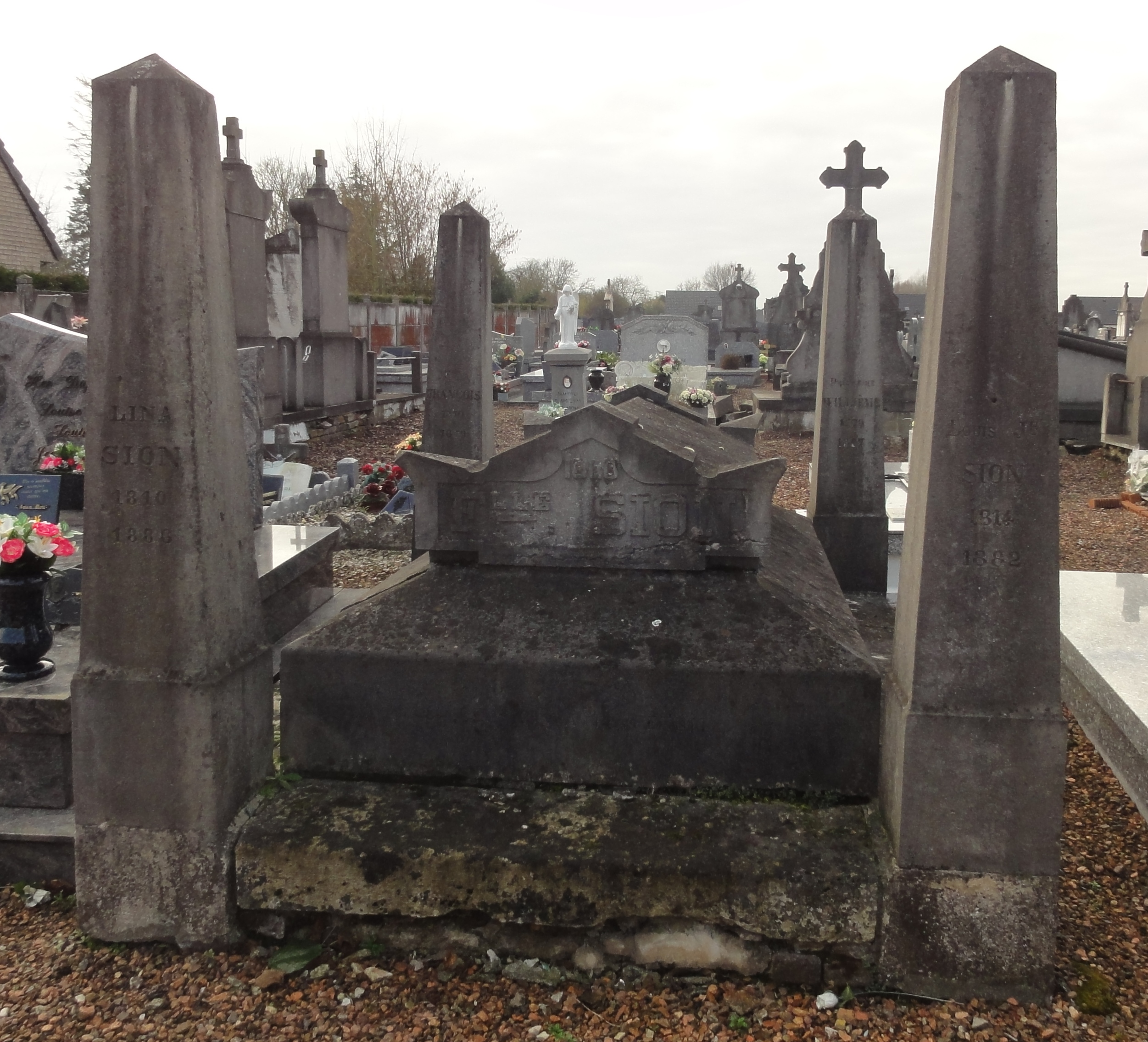
Tombe de la famille Sion, datée de 1868.
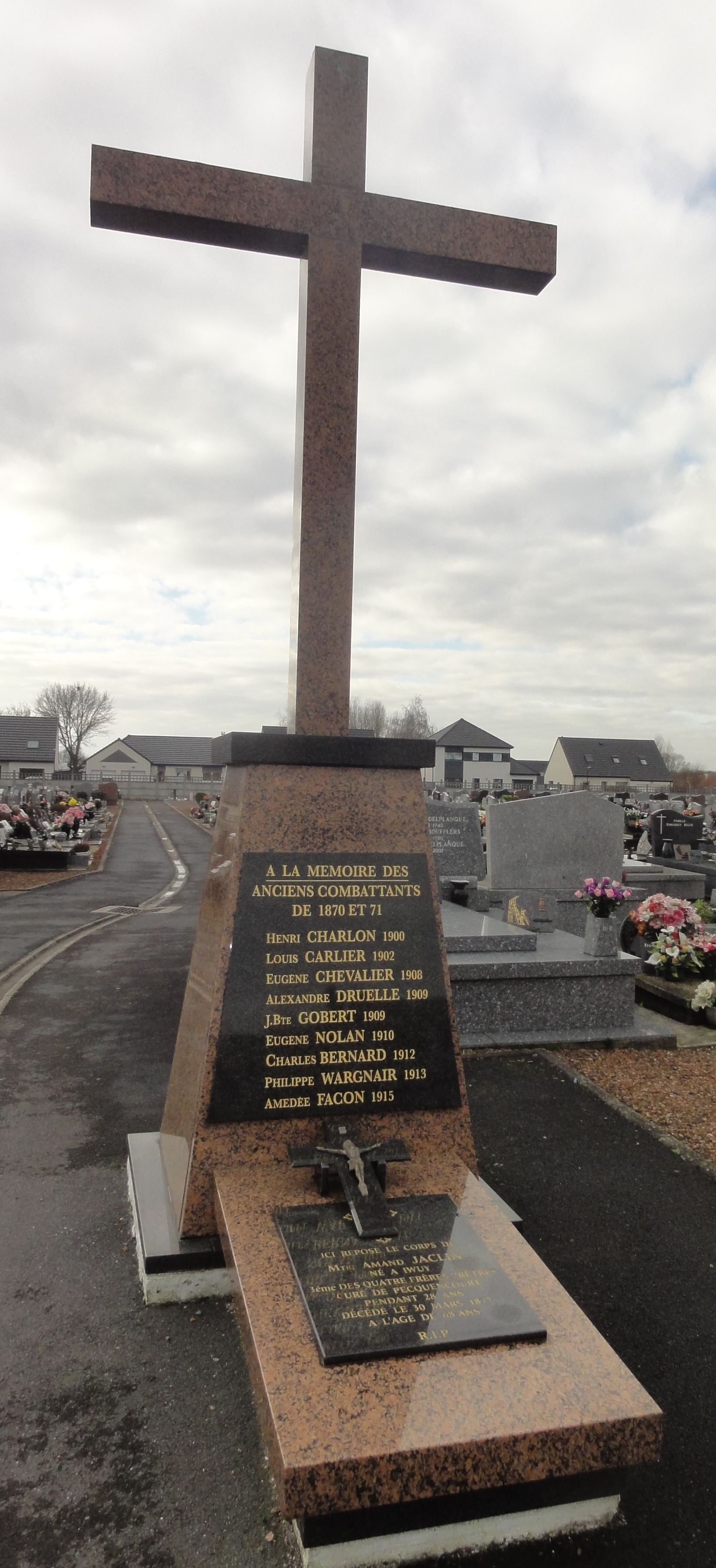
Calvaire, monument aux morts (1870-1871) et tombe du curé Amand Jaclin.
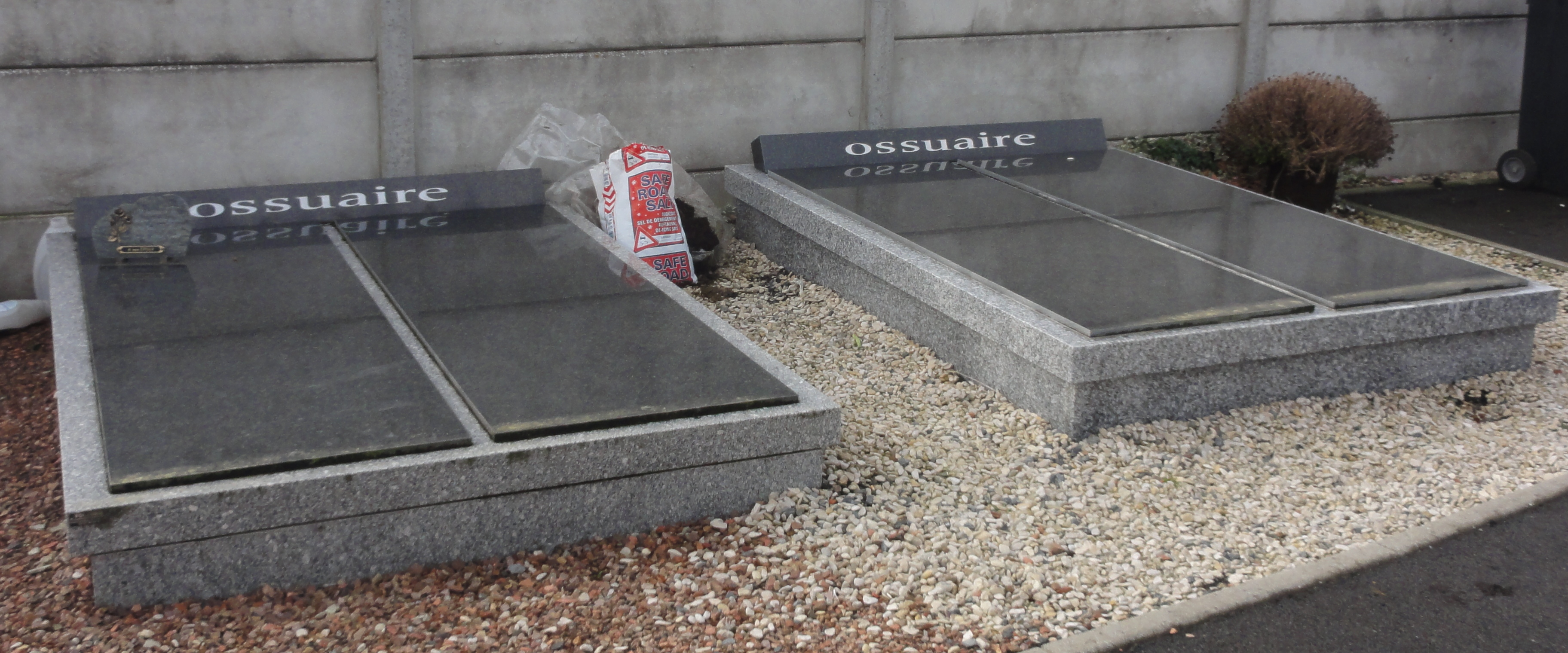
Ossuaires.